# Pat Riggin
Patrick Michael „Pat“ Riggin (* 26. Mai 1959 in Kincardine, Ontario) ist ein ehemaliger kanadischer Eishockeytorwart, der von 1978 bis 1988 für die Atlanta Flames bzw. Calgary Flames, Washington Capitals, Boston Bruins und die Pittsburgh Penguins in der National Hockey League sowie für die Birmingham Bulls in der World Hockey Association spielte.

## Karriere
Als Junior spielte Riggin, dessen Vater Dennis Riggin bereits in den frühen 50er Jahren ein erfolgreicher Torwart war, bei den London Knights in der OMJHL. Hier spielte er mit späteren NHL-Größen wie Dino Ciccarelli und Rob Ramage zusammen. Wie schon seinem Vater, gelang es auch Riggin mit den wenigsten Gegentoren in einer Saison die Dave Pinkney Trophy zu gewinnen. Für die Endrunde um den Memorial Cup wurde er an die Ottawa 67’s ausgeliehen. Trotz der Niederlage im Finale, wurde er hierbei zum besten Torwart der Finalturnieres gewählt.
Noch zu jung für die NHL, wechselte er zur Saison 1978/79 in die WHA zu den Birmingham Bulls. Nach einer ordentlichen Saison an der Seite des erfahrenen Ernie Wakely wurde die WHA aufgelöst und die Atlanta Flames sicherten sich beim NHL Entry Draft 1979 in der zweiten Runde als 33. die Rechte am kleinen Torhüter, der durch seine strubbelige Frisur auffiel. Durch seine schnellen Reflexe und die Sicherheit, die er ausstrahlte, war er schon in ganz jungen Jahren ein Anwärter auf den Platz des Stammtorhüters. So war es auch nicht verwunderlich, dass er unglücklich war, sich mit Dan Bouchard und Reggie Lemelin den Platz im Tor teilen zu müssen. Nach dem Umzug der Flames nach Calgary verblieb er nur mit Bouchard im Team, doch die beiden rangen weiter ehrgeizig um Vorherrschaft.
Zur Saison 1982/83 wechselte er zu den Washington Capitals. Hier erlebte er viele Höhen und Tiefen. Sein Konkurrent im Tor der Caps war Al Jensen. Nach seiner ersten Saison hatte er sich den Stammplatz im Tor erarbeitet, doch nach sieben Niederlagen in den ersten sieben Spielen, übernahm Jensen den Platz im Tor und überzeugte mit hervorragenden Leistungen. Jensen verletzte sich jedoch im Laufe der Spielzeit am Rücken und so kehrte Riggin ins Tor zurück. Mit einem starken Comeback sicherte er den Caps den niedrigsten Gegentorschnitt der Liga und gewann gemeinsam mit Jensen die William M. Jennings Trophy. Er selbst wurde ins Second All-Star Team gewählt. Auch in der nächsten Saison blieb er die Nummer eins in Washington, doch eine Erkrankung Riggins brachte Jensen in den Playoffs zurück ins Tor der Caps.
Nach einem schwachen Start in die Saison 1985/86 wechselte er im Tausch für Pete Peeters zu den Boston Bruins. Nach ordentlichen Leistungen in seiner ersten Saison, ließ er in der zweiten Spielzeit nach und musste sogar ins AHL-Farmteam zu den Moncton Golden Flames. Im Februar 1987 wurde er im Austausch für Roberto Romano zu den Pittsburgh Penguins transferiert. Nach der Weltmeisterschaft 1985, bei der er mit der kanadischen Eishockeynationalmannschaft den zweiten Platz belegen konnte, nahm er 1987 an seiner zweiten Eishockey-WM teil. Auch bei den Penguins wurde er ins Farmteam geschickt und spielte dort in der IHL bei den Muskegon Lumberjacks. Im Sommer 1988 beendete er seine Karriere.

## Sportliche Erfolge
- Silbermedaille bei der Eishockey-Weltmeisterschaft: 1985

### Persönliche Auszeichnungen
- Dave Pinkney Trophy: 1977
- OMJHL First All-Star Team: 1977
- OMJHL Second All-Star Team: 1978
- Memorial Cup Tournament All-Star Team: 1977
- Hap Emms Memorial Trophy: 1964
- William M. Jennings Trophy: 1984 (gemeinsam mit Al Jensen)
- NHL Second All-Star Team: 1984